# لنرادر ایم موکننت
لنرادر ایم موکننت (به انگلیسی: Llanrhaeadr-ym-Mochnant) یک منطقهٔ مسکونی در بریتانیا است که در پویس واقع شده‌است. لنرادر ایم موکننت  ۱٬۱۹۵ نفر جمعیت دارد.